# Escura divergens
Escura divergens är en insektsart som beskrevs av Navás 1914. Escura divergens ingår i släktet Escura och familjen myrlejonsländor. Inga underarter finns listade i Catalogue of Life.